# Sarm East Studios
A Sarm East Studios (ma London Recording Studios) zenei stúdió London keleti részében. 1982 és 1990 között a híres producer, Trevor Horn tulajdonában volt. több híres előadó készített itt felvételek: Queen, Madonna, Bob Marley, Stevie Wonder, The Clash. Gary Langan hangmérnök és producer, az Art of Noise tagja itt kezdte a pályafutását tizennyolc évesen.

## Külső hivatkozások
- Weboldal Archiválva 2015. szeptember 28-i dátummal a Wayback Machine-ben